# Karl Alexander, Mare Duce de Saxa-Weimar-Eisenach
Karl Alexander August Johann, Mare Duce de Saxonia (24 iunie 1818 – 5 ianuarie 1901) a fost conducător de Saxa-Weimar-Eisenach din 1853 până la moartea sa.

## Biografie
Născut la Weimar, el a fost al doilea fiu însă singurul fiu care a atins vârsta maturității al lui Karl Friedrich, Mare Duce de Saxa-Weimar-Eisenach și a soției acestuia, Maria Pavlovna a Rusiei. Mama lui a angajat ca tutore pentru Karl pe savantul elvețian Frédéric Soret care a devenit o cunoștință apropiată a lui Johann Wolfgang von Goethe.
Când era Mare Duce Ereditar, Karl Alexander a stabilit puternice relații de prietenie cu Fanny Lewald și Hans Christian Andersen, însă aceste relații apropiate s-au terminat în 1849 din cauza războiului împotriva Danemarcei pentru ducatele Schleswig-Holstein. La 8 iulie 1853 tatăl său a murit iar Karl Alexander a devenit Mare Duce.
Karl Alexander a renovat castelul Wartburg și și-a lăsat urma în multe locuri din Eisenach. A fost protectorul lui Richard Wagner și Franz Liszt, a păstrat tradiția de perioadă clasică la Weimar, și-a dat părții vechi a Weimar un aspect nou și mai bun.
A murit la Weimar în 1901, la vârsta de 82 de ani. După moartea sa a fost succedat ca Mare Duce de nepotul său Wilhelm Ernst.

## Arbore genealogic
1. ↑  RKDartists, accesat în 6 octombrie 2022
2. ↑  IdRef, accesat în 20 mai 2020